# Songs 'n sounds
Songs 'n sounds is het debuutalbum van de Utrechtse band Solo. De plaat werd uitgegeven door Excelsior Recordings. Het nummer Mind werd niet officieel op single uitgebracht, maar was wel het promotienummer van het album. Het nummer werd verkozen tot Radio 2 paradeplaat.
Hoewel er diverse muzikanten op het album spelen, geeft het cd-boekje duidelijk aan dat Solo ten tijde van deze plaat bestaat uit J Perkin en Simon Gitsels. Het album werd opgenomen met drummer Rowin Tettero van Mindbenders en bassist Reyer Zwart. Het album bevat daarnaast gastbijdragen van Minco Eggersman van at the close of every day, Marg van Eenbergen van Seedling en producer Martijn Groeneveld. Het nummer Lover schreef Perkin oorspronkelijk voor Birgit Schuurman en verscheen eerder op haar album Few Like Me.

## Bandleden
- J Perkin - zang, gitaar
- Simon Gitsels - piano, synthesizer, drums op Vocation

### Overige muzikanten
- Reyer Zwart - basgitaar
- Rowin Tettero - drums

### Gastmuzikanten
- Helge Slikker - zang op As good as it feels
- Minco Eggersman - bekkens op Vocation
- Martijn Groeneveld - programmering op Prayer for the gun

## Tracklist
1. Songs and sound (Perkin)
2. Lovers' story end (Perkin)
3. Mind (Perkin)
4. The rules (Perkin, Getsels)
5. As good as it feels (Van Eenbergen, Perkin)
6. Hit me with a kiss (Perkin)
7. Vocation (Perkin)
8. Lover (Perkin, Groeneveld)
9. Prayer for the gun (Perkin, Getsels)
10. Silence falls (Perkin, Getsels)